# تپه کزآباد
تپه کزآباد مربوط به دوران پیش از تاریخ ایران باستان است و در شهرستان چرداول، بخش هلیلان، شهرک توحید واقع شده و این اثر در تاریخ ۱۲ شهریور ۱۳۸۰ با شمارهٔ ثبت ۳۸۵۱ به‌عنوان یکی از آثار ملی ایران به ثبت رسیده است.